# Прем'єр-ліга (Еритрея)
Прем'єр-ліга (Еритрея)  — змагання з футболу з-поміж клубів Еритреї, в ході якого визначається чемпіон країни й представники міжнародних клубних змагань.

## Історія
У період з 1953 по 1993 рік клуби Еритреї грали в Прем'єр-лізі Ефіопії, вигравши її 9 разів.
Переможець Прем'єр-ліги Еритреї отримує право наступного сезону зіграти в Лізі чемпіонів КАФ та клубному кубку КЕСАФА.

## Переможці минулих років
- 1994: Невідомо
- 1995: «Ред Сі»
- 1996: «Адуліс»
- 1997: «Мдлау Мегбі»
- 1998: «Ред Сі»
- 1999: «Ред Сі»
- 2000: «Ред Сі»
- 2001: «Гінстра»
- 2002: «Ред Сі»
- 2003: «Ансеба»
- 2004: «Адуліс»
- 2005: «Ред Сі»
- 2006: «Адуліс»
- 2007: «Аль-Тахрір»
- 2008: «Асмара Брювері»
- 2009: «Ред Сі»
- 2010: «Ред Сі»
- 2011: «Ред Сі»
- 2012: «Ред Сі»
- 2013: «Ред Сі»
- 2014: «Ред Сі»
- 2019: «Ред Сі»

## Переможці за кількістю титулів
| Клуб             | Місто  | Чемпіонств | Роки чемпіонсті                                                              |
| ---------------- | ------ | ---------- | ---------------------------------------------------------------------------- |
| «Ред Сі»         | Асмера | 13         | 1995, 1998, 1999, 2000, 2002, 2005, 2009, 2010, 2011, 2012, 2013, 2014, 2019 |
| «Адуліс Клаб»    | Асмера | 3          | 1996, 2004, 2006                                                             |
| «Ансеба»         | Керен  | 1          | 2003                                                                         |
| «Гінстра»        | Асмера | 1          | 2001                                                                         |
| «Мдлау Мегбі»    | Асмера | 1          | 1997                                                                         |
| «Аль-Тахрір»     | Асмера | 1          | 2007                                                                         |
| «Асмара Брювері» | Асмера | 1          | 2008                                                                         |